# 张灿
张灿，字照亭，福建惠安人，中华民国官員。
早年毕业于北京工业专门学校，曾任集美师范学校校长。后回到惠安任民团团长，闽变失败后依附陈仪。民国23年（1934年）11月，受福建省政府之聘接替奚警心任霞浦县县长。民国25年（1936年）6月，红军游击队十人在吴立夏的带领下趁福州某戏团进县城公演之际化装混入霞浦县城，收缴保安队二十多支枪支，张灿遂被福建省政府解职，县长一职由廖友仁继任。